# La Argentinita
Encarnación López Júlvez, plus connue sous son nom d'artiste La Argentinita, née le 3 mars 1898 à Buenos Aires (Argentine) et morte le 24 septembre 1945 à New York (États-Unis), est une danseuse et chanteuse de flamenco hispano-argentine.

## Biographie
La Argentinita commence à danser à l'âge de quatre ans, alors que son père Felix Lopez, né à Ségovie (Espagne), l'accompagne à la guitare ; puis elle danse dans des "cafés cantantes" (cafés chantants). Fille d'immigrants espagnols en Argentine, sa famille retourne en Espagne avec elle en 1902 et elle débute à Saint Sébastien où elle devient connue.
En 1932, avec sa sœur Pilar et Federico García Lorca, elle fonde la Compagnie de Ballets espagnols de La Argentinita et prépare les premières chorégraphies : Les rues de Cadix (Las calles de Cádiz), Sévillanes du XVIII (Sevillanas del siglo XVIII), Le Café de Chinitas (El Café de Chinitas), Le rang du notaire (El rango del escribano) et L'Amour sorcier (El amor brujo) et joue dans la première pièce de Lorca, Le Maléfice du papillon, en 1920, au Teatro Eslava de Madrid. 
À la même époque, elle enregistre un disque de chansons populaires sur les textes de Lorca, accompagnée au piano par le poète lui-même. Sa compagnie compte plusieurs figures du flamenco de l'envergure de Juana la Macarrona, La Malena, Fernanda Antúnez, Rafael Ortega et Antonio de Triana, qui fut son partenaire de danse jusque dans les années 1940, suivi par Federico Rey puis par José Greco.
Quand éclate la guerre civile espagnole, elle fuit l'Espagne et s'installe en exil aux États-Unis. En 1943, elle présente le flamenco "El Café de Chinitas" au Metropolitan Opera de New York, avec sa propre chorégraphie, des textes de Lorca, des décors de Salvador Dalí et l'orchestre de José Iturbi. Avec sa sœur, Pilar López, elle se produit au Watergate de Washington et voyage en Amérique du Nord, jusqu'à sa mort en septembre 1945, quand la compagnie espagnole de danse de La Argentinita est dissoute.

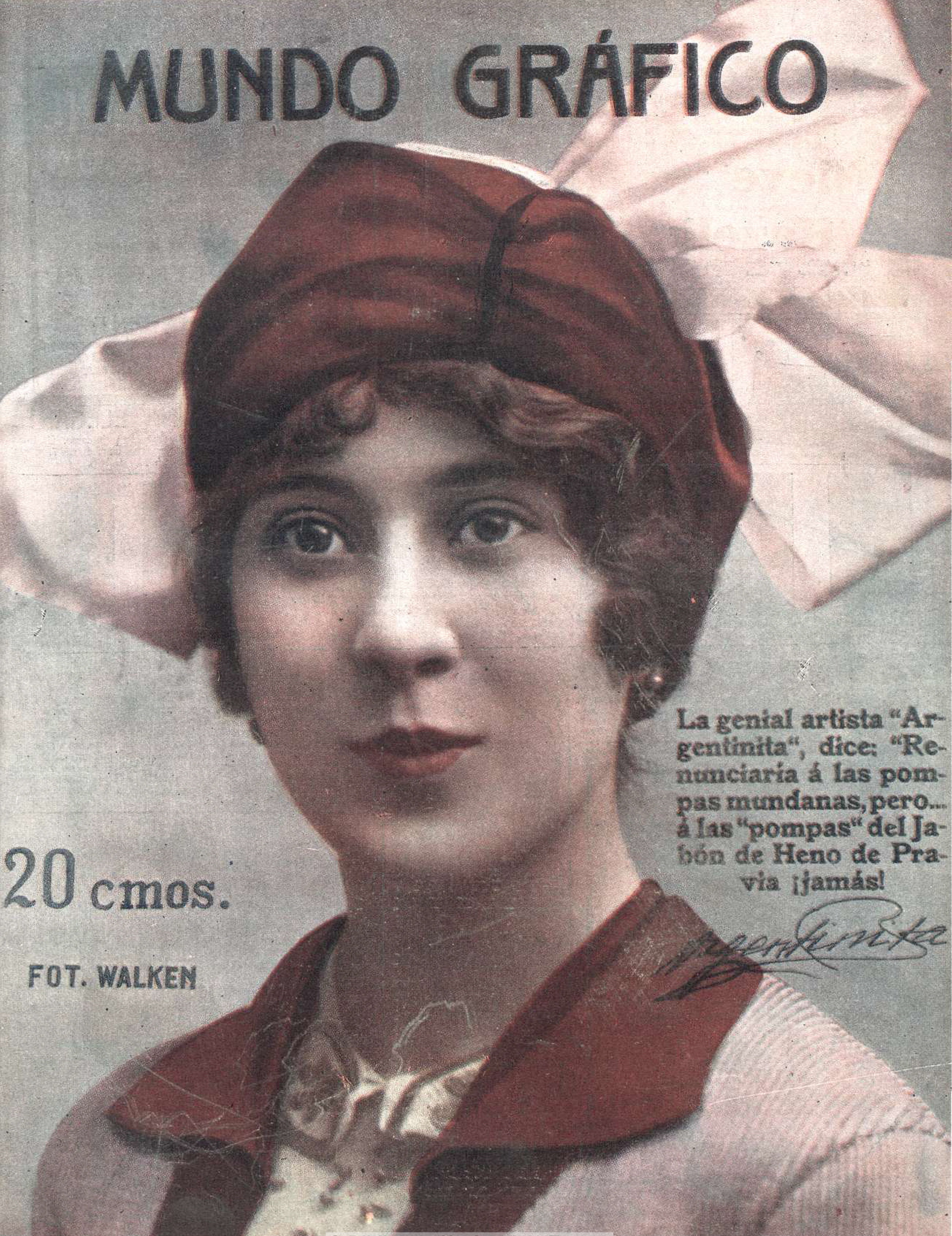
La Argentinita en 1916, magazine Mundo Gráfico.
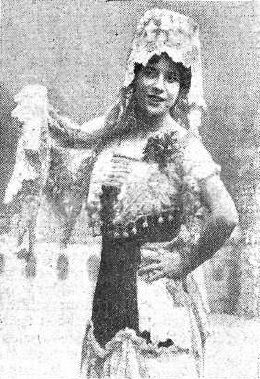
La Argentinita en 1916, magazine Mundo Gráfico.
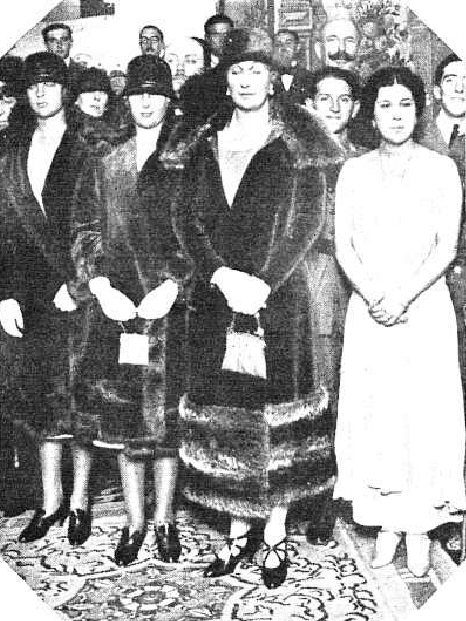
La Argentinita en 1924 (vêtue de blanc à droite), avec la reine Victoria et ses filles.

## Filmographie
Sur film, on peut voir La Argentinita dans une série de reportages réalisés dans les années 1930, où elle est accompagnée par le guitariste Manolo de Huelva.
- La Argentinita danse des bulerías, accompagnée à la guitare par Manolo de Huelva (années 1930).
- La Argentinita danse des alegrías vers 1935.
- La Argentinita (1895-1945) danse et chante des tangos en 1935.

## Discographie
- 1927 : Fandanguillo de Almería / El moro volvió sin él (78T, La voz de su Amo / AE 2040)[4]
- 1929 : La España cañí / Córdoba (78T, La Voix de son Maître / K-5640)[5]
- 1931 : Colección de canciones populares españolas, avec Federico García Lorca au piano (78T, La voz de su Amo / AE3402)[6]